# Варшавский, Сергей Петрович
Сергей Петрович Варшавский (27 сентября 1906, Одесса, Российская Империя — 17 сентября 1980, Ленинград, СССР) — русский советский писатель и коллекционер.

## Биография
Родился 27 сентября 1906 года в Одессе, в интеллигентной еврейской семье. Его отец, Пётр Моисеевич Варшавский (1870—1935), был врачом, специалистом по кожным и венерическим болезням. Мать, Эльза Филипповна Варшавская (урождённая Кальмейер, 1881—1943), принадлежала к обширному и процветающему купеческому роду выходцев из города Гробиня Курляндской губернии, которые вели торговлю мануфактурой и готовым платьем. Семья Варшавских проживала в квартире № 5 дома 21 по Садовой улице (дом Руссова).
В 1921 году, в возрасте 15 лет, С. П. Варшавский вступил в Партию социалистов-революционеров (ПСР) правого толка, в 1921—1922 годах трижды арестовывался Одесской Губчека, затем переехал в Москву, где поступил на работу корректором в Госиздат, а позже в издательство «Молодая гвардия» при ЦК РКСМ. В 1923 году в Москве после очередного ареста вышел из ПСР и переехал в Екатеринбург, где работал редактором Уральского областного издательства «Уралкнига». В октябре 1924 года вернулся в Москву, работал последовательно секретарем редакции Московского отделения Ленинградского издательства художественной литературы, корректором издательства «Новая Москва» и типографии издательства «Дер Эмес», литературным сотрудником газеты «Вечерняя Москва» (1924—1928).
Умер 17 сентября 1980 года в Ленинграде.

## Литературная деятельность
С 1928 по 1930 год С. П. Варшавский проходил действительную военную службу в Ленинграде в частях ВВС КБФ (62-я Отдельная авиаэскадрилья) краснофлотцем, в должности помощника начальника клуба. Редактировал первую авиационную газету «Воздушник Балтики», вступил в Российскую ассоциацию пролетарских писателей (РАПП) и после увольнения в запас в 1930 году работал ответственным секретарём журналов «Залп» и «Стройка». С 1932 по 1937 годы руководил литературно-драматическим вещанием Ленинградского радиокомитета и одновременно заведовал отделом критики и библиографии газеты «Ленинградская правда». Член Союза советских писателей со дня основания в 1934 году.
Выступал в печати с рядом работ историко-литературного характера, а также с многочисленными литературно-критическими статьями, посвящёнными художественной литературе и искусствоведческим вопросам, в московских и ленинградских газетах и журналах. С апреля 1937 года по начало войны — ответственный секретарь Ленинградского Отделения Всероссийского Театрального Общества и редактор Ленинградской студии «Лентехфильм». С 1931 года литературная работа С. П. Варшавского протекала в соавторстве с писателем Б. Рестом (литературный псевдоним Юлия Исааковича Шапиро). В 1939 году в издательстве «Искусство» вышла их первая крупная работа — книга «Эрмитаж». За участие в Советско-финской войне С. Варшавский и Б. Рест награждены медалями «За боевые заслуги».
После этого авторы написали книгу об истории Русского музея, книга была принята к изданию, но её выходу помешала начавшаяся Великая Отечественная война. Во время войны С. П. Варшавский и Б. Рест в качестве военных корреспондентов участвовали в обороне Ленинграда, Севастополя и Заполярья, публикуя статьи и книги о летчиках морской авиации. Один из их рассказов, «Случай над Берлином», получил разгромную оценку в печально известном ждановском постановлении «О журналах „Звезда“ и „Ленинград“» 1946 г., после которого журнал «Ленинград» прекратил своё существование, а Варшавский и Рест на 5 лет потеряли возможность публиковаться и зарабатывать литературным трудом. Первой опубликованной работой соавторов после этого инцидента был очерк «На плотах», вышедший в журнале «Звезда» в 1951 году.
В последующем С. П. Варшавский и Б. Рест написали и опубликовали три документальные повести: «Подвиг Эрмитажа», «Рядом с Зимним» и «Билет на всю вечность». Вместе с их первой книгой «Эрмитаж», эти труды представляют читателю историю одного из крупнейших в мире художественных собраний со времён его создания Екатериной II в XVIII века до окончания Второй Мировой войны в середине XX века. Текст повести «Подвиг Эрмитажа» был использован издательством «Аврора» в трёх иллюстрированных альбомах об истории Эрмитажа в годы блокады: «Saved for humanity», «The ordeal of the Hermitage» и «Подвиг Эрмитажа».

## Коллекционерская деятельность
В 1946 году С. П. Варшавский стал коллекционировать предметы искусства. Есть основание полагать, что существенное влияние на формирование С. П. Варшавского как коллекционера оказал знаменитый собиратель из Таллина Юлиус Генс. В течение последующих 34 лет, будучи неутомимым и увлечённым собирателем, С. П. Варшавский составил значительные коллекции английской и французской литографии первой половины XIX века, японской цветной ксилографии укиё-э эпохи Эдо, а также предметов декоративно-прикладного искусства, в частности, Японии (нэцкэ, цуба) и Китая (нюхательные флаконы, керамика, лак, резная кость). Помимо этого, С. П. Варшавский создал обширную библиотеку, включавшую в себя книги по искусствоведению, справочную и художественную литературу. Коллекция и библиотека С. П. Варшавского располагались непосредственно у него дома, в квартире на Серпуховской улице в Ленинграде, неподалёку от станции метро «Технологический институт». Впечатления от посещения этой квартиры оставались у людей в памяти, настолько она была необычна. Основные собрания коллекции были в различное время проданы или переданы в дар самим С. П. Варшавским или его потомками в Эрмитаж и ГМИИ им. А. С. Пушкина, и неоднократно выставлялись. Некоторые предметы из его японской коллекции (нэцкэ и гравюры) входят в постоянную экспозицию Отдела Востока Государственного Эрмитажа. Деятельность С. П. Варшавского—коллекционера описана в эссе Ю. С. Варшавского «Радостный труд коллекционера. Из заметок об отце» с предисловием Б. Б. Пиотровского, опубликованном в 11-м номере альманаха «Панорама искусств» за 1988 год. Там же опубликована статья хранителя японского отдела Государственного Эрмитажа М. В. Успенского (1953—1997) «Нэцкэ и японская гравюра из собрания С. П. Варшавского».

## Семья
- Первая жена — Евгения Львовна Вергилис.
  - Сын — Лев Сергеевич Варшавский (1925—2000).
- Вторая жена — Лили Александровна Варшавская (в девичестве Машкевич, 1909—1988).
  - Сыновья — Юрий Сергеевич Варшавский (1931—2021) и Дмитрий Сергеевич Варшавский (1934—2007).